# Besseya rubra
Besseya rubra là một loài thực vật có hoa trong họ Mã đề. Loài này được (Douglas ex Hook.) Rydb. mô tả khoa học đầu tiên năm 1903.